# Andrea Hildebrandt
Andrea Hildebrandt ist eine Psychologin. Sie ist Professorin an der Carl von Ossietzky Universität Oldenburg mit Schwerpunkt Psychologische Methodenlehre und Statistik.

## Akademischer Werdegang
Andrea Hildebrandt begann ihr Psychologiestudium von 1999 bis 2003 an der West-Universität Temeswar in Timișoara, Rumänien. Anschließend setzte sie ihr Studium an der Humboldt-Universität zu Berlin fort und erlangte dort 2007 ihr Diplom in Psychologie. Während ihres Studiums arbeitete sie im Jahr 2005 als studentische Hilfskraft bei der „eligo Psychologische Personalsoftware GmbH“ in Bochum und anschließend bis 2007 als studentische Hilfskraft am Max-Planck-Institut für Bildungsforschung in der Abteilung für Entwicklungspsychologie.
Von 2007 bis 2010 war sie als Doktorandin am Institut zur Qualitätsentwicklung im Bildungswesen an der Humboldt-Universität zu Berlin tätig. 2010 promovierte sie dort mit einer Dissertation über individuelle und altersbedingte Unterschiede in der Gesichtserkennung.
Im Anschluss arbeitete sie von 2010 bis 2011 als Postdoktorandin im Bereich Bildungs- und psychologische Diagnostik an der Universität Duisburg-Essen. Danach war sie von 2010 bis 2013 als Postdoktorandin am Institut für Psychologie der Humboldt-Universität zu Berlin im Bereich Psychologische Methoden tätig. Von 2013 bis 2018 war sie als Juniorprofessorin für Psychologische Diagnostik und Persönlichkeitspsychologie an der Universität Greifswald tätig.
Hildebrandt ist seit September 2018 Professorin für Psychologische Methodenlehre und Statistik an der Fakultät für Medizin und Gesundheitswissenschaften der Universität Oldenburg.

## Arbeits- und Forschungsschwerpunkte
Andrea Hildebrandt beschäftigt sich in ihrer Forschung mit psychologischen Methoden und multivariaten statistischen Analysemethoden. Ein besonderer Schwerpunkt ihrer Arbeit liegt in der Entwicklung und Erprobung nichtparametrischer Strukturgleichungsmodelle, die Anwendung in den Verhaltens- und Neurowissenschaften sowie der Biometrie finden. Zudem befasst sie sich mit statistischen Verfahren zur Analyse großer Datensätze mit einer hohen Anzahl gemessener Variablen, die insbesondere für Vorhersage- und Klassifikationsaufgaben genutzt werden.
Darüber hinaus forscht Hildebrandt im Bereich der forensischen Gesichtserkennung. In Zusammenarbeit mit Markus Bindemann untersucht sie die Konstruktvalidität der forensischen Gesichtsmustererkennung, bei der unbekannte Gesichter miteinander verglichen werden müssen – eine zentrale Aufgabe in der Polizeiarbeit und bei Passkontrollen. Da dieser Prozess anfällig für Fehler ist und starke individuelle Unterschiede aufweist, selbst unter Experten, zielt ihre Forschung darauf ab, ein besseres psychologisches Verständnis dieses Konstrukts zu entwickeln.

## Schriften (Auswahl)
- Mit Oliver Wilhelm und Klaus Oberauer: What is working memory capacity, and how can we measure it? In: Frontiers in psychology, 2013, S. 433, Band 4.

- Mit Florian Schmiedek, Martin Lövdén, Oliver Wilhelm und Ulman Lindenberger: Complex span versus updating tasks of working memory: the gap is not that deep. In: Journal of Experimental Psychology: Learning, Memory, and Cognition, 2009, S. 1089, 35(4).

- Mit Janina Künecke, Guillermo Recio, Werner Sommer und Oliver Wilhelm: Facial EMG responses to emotional expressions are related to emotion perception ability. In: PloS one, 2014, 9(1).

- Mit Guang Ouyang, Florian Schmitz und Christoph Siegfried Herrmann: Decomposing alpha and 1/f brain activities reveals their differential associations with cognitive processing speed. In: NeuroImage, 2020, Band 205.

- Mit Rong Wang, Mianxin Liu, Xinhong Cheng, Ying Wu, und Changsong Zhou: Segregation, integration, and balance of large-scale resting brain networks configure different cognitive abilities. In: Proceedings of the National Academy of Sciences, 2021, 118(23).